# Ohrozim
Ohrozim település Csehországban, a Prostějovi járásban. Ohrozim Zdětín, Plumlov, Mostkovice, Vícov és Lešany településekkel határos. Lakosainak száma 464 fő (2024. január 1.).

## Népesség
A település lakosságának változását az alábbi diagram mutatja:
| Lakosok száma | 582  | 638  | 655  | 618  | 504  | 424  | 465  | 462  | 463  | 464  |
|               | 1869 | 1890 | 1921 | 1950 | 1980 | 2001 | 2017 | 2019 | 2022 | 2024 |